# Slag om Idlib
De Slag om Idlib is een militaire confrontatie tussen de Syrische strijdkrachten en het Vrije Syrische Leger tijdens de Syrische Burgeroorlog (2011-2012) in de noordelijke Syrische provincie Idlib, aan de grens met Turkije. Maandenlange gevechten hebben ertoe geleid dat de oppositie grote delen van de provincie in handen heeft gekregen.

## Defecties en demonstraties
Vanaf het begin de opstand kwamen steden en dorpen in Idlib in opstand tegen het regime van president Bashar al-Assad. Het leger werd naar Idlib gezonden om de rust te herstellen, en gebruikte grof geweld tegen demonstranten. Honderden burgers werden gedood of door het regime achter de tralies gezet. Steden en dorpen werden met zware wapens beschoten. Het harde optreden van het leger leidde tot deserties van soldaten en tot de bewapening van burgers die zich tegen het regime verzetten. Deze groepen werden samengevoegd in het Vrije Syrische Leger, dat vanuit Turkije de gewapende strijd aanstuurt tegen president Assad. Het Vrije Syrische Leger wist een sterke aanwezigheid in Idlib op te bouwen, en bevocht regeringstroepen in het grensgebergte van Jabal-al-Zawiyah en nederzettingen ten zuiden daarvan.

## Winst voor de rebellen
Rond december 2011 begon het Vrije Syrische Leger tot aanvallen over te gaan in Idlib. Veel steden en dorpen vielen in handen van de rebellen, waaronder de provinciale hoofdstad Idlib. Op veel plekken werden milities opgezet om lokale gemeenschappen tegen aanvallen van het leger te beschermen. Via Turkije werden wapens naar Idlib gesmokkeld. Het regeringsleger verloor een groot deel van haar controle over Idlib tot maart 2011, toen versterkingen arriveerden en een groot offensief werd voorbereid tegen de stad Idlib en omgeving.

## Regeringsoffensief
In maart gingen de Syrische strijdkrachten over tot een grote aanval op Idlib. Duizenden soldaten met zware wapens beschoten de stad. Na vijf dagen van straatgevechten trok het Vrije Syrische Leger zich terug uit Idlib. Het regeringsleger zette het offensief voort en heroverde ook de nabije nederzettingen Sarmin, Taftanaz en Saraqib, en kreeg daarmee de snelweg tussen Idlib en Aleppo opnieuw stevig in handen. Aanvallen op de posities van rebellen nabij de Turkse grens namen in hevigheid toe, waarbij ook helikopters en raketwerpers werden ingezet. Duizenden Syriërs uit Idlib vluchtten over de grens naar kampen in Turkije.

## Na het VN-vredesplan
In Idlib is het vredesplan van VN-gezant Kofi Annan nooit in werking getreden. Dagelijks bevochten het leger en opstandelingen elkaar in het grensgebied. Uiteindelijk wist het Vrije Syrische Leger opnieuw de controle te krijgen over grote delen van de provincie Idlib. In juni strekte haar controle zich naar het zuiden uit tot aan Hama, hoewel regeringstroepen de steden Saraqib, Idlib en Jisr ash-Shugur bezet hielden. In veel lokale nederzettingen in Idlib had de oppositie een eigen schaduwregering opgezet. In juni verhevigden de gevechten in Idlib zich. Strijders van het Vrije Syrische Leger wisten de belangrijke grensovergang Bab al-Hawa met Turkije in handen te krijgen, terwijl regeringstroepen de zuidelijke stad Khan Shaykhun heroverden. De rebellen wisten tevens rondom de stad Ma'arrat al-Numan twee legerhelikopters neer te schieten.

## Rebellenoffensief
Tussen oktober en december 2011 slaagden Syrische rebellen in de provincie Idlib erin het leger op enkele belangrijke fronten terug te dringen. Aan de Turkse grens vielen de dorpen Harim en Darkusk in hun handen. Verder zuidelijk werden de controleposten van het leger rondom de opstandige stad Saraqib veroverd door de rebellen. Een aanval op het militaire vliegveld Taftanaz leidde tot de vernietiging van enkele helikopters. Aan de strategische snelweg kregen rebellen de controle over de stad Ma'arrat al-Numan, waarmee de loyalistische aanvoerroute tussen Hama en Aleppo werd doorgesneden. Een intensief bombardement van de stad was het gevolg. Verder oostelijk omsingelden rebellen de stad Jisr ash-Shugur en sloegen ze een loyalistische aanval op Ariha af. Het Syrische leger slaagde er wel in om de stad Binnish te heroveren op rebellen. In december wisten de rebellen een aantal militaire bases in Idlib te veroveren, waarmee de controle van loyalisten op het gebied wankel werd. De rebellen claimden bezig te zijn met het vormen van een stabiele bufferzone aan de Turkse grens.